# Hyperaspis uteana
Hyperaspis uteana är en skalbaggsart som beskrevs av Gordon 1985. Hyperaspis uteana ingår i släktet Hyperaspis och familjen nyckelpigor. Inga underarter finns listade i Catalogue of Life.